# William FitzRoy, 3. Duke of Cleveland

Wappen des William FitzRoy, 3. Duke of Cleveland

William FitzRoy, 3. Duke of Cleveland, 2. Duke of Southampton (* 19. Februar 1698; † 18. Mai 1774 auf Raby Castle, County Durham) war ein englisch-britischer Adliger.
Er war der älteste Sohn des Charles FitzRoy, 2. Duke of Cleveland aus dessen zweiter Ehe mit Anne Pulteney. Als Heir apparent seines Vaters führte er bis 1730 den Höflichkeitstitel Earl of Chichester.
Er hatte das Amt des Comptroller of the Seal and Green Wax office inne. Beim Tod seines Vaters erbte er 1730 dessen Adelstitel als 3. Duke of Cleveland und 2. Duke of Southampton, sowie das Hofamt des Chief Butler of England.
1731 heiratete er Lady Henrietta Finch (um 1705–1742), Tochter von Daniel Finch, 7. Earl of Winchilsea, 2. Earl of Nottingham (1647–1730). Die Ehe blieb kinderlos. Da er keine Nachkommen hinterließ erloschen seine Adelstitel bei seinem Tod 1774. Sein Vermögen fiel im Wesentlichen an den Sohn seiner ältesten Schwester, Henry Vane, 2. Earl of Darlington. Für dessen Sohn William Vane, 3. Earl of Darlington wurde 1833 der Titel Duke of Cleveland neu geschaffen.